# 中朝友誼橋
中朝友誼橋（ちゅうちょうゆうぎきょう）は中華人民共和国遼寧省丹東市と朝鮮民主主義人民共和国平安北道新義州市を結ぶ橋。鴨緑江に架かる全長946.2m、橋脚12の橋である。下流側を鉄道、上流側を道路が通る鉄道道路併用橋である。
1990年10月に中朝両国の合意に基づき現在の橋の名前となる。鴨緑江大橋（中国側）・鴨緑江鉄橋（朝鮮側）などとも呼称される。  アジアハイウェイ1号線の一部となっている。

## 概要
橋の上には道路や線路（単線）が通っており、有効な出入国書類（パスポートやビザ、中朝辺境地区出入境通行証など）があれば、自動車や鉄道で中朝国境を行き来できる。なお原則、歩行者が歩いて橋を渡ることはできないため、後述のタクシーを利用することになる。
中朝友誼橋を通る鉄道には旅客列車（北京 - 平壌間の国際列車、列車番号：（中）K27/K28 （朝）6/5又は丹東 - 平壌間）が毎日定期運行（朝鮮行きは朝、中国行きは夕）されており、貨物列車も毎日運行されている。時刻表上で所要10分である。ただし丹東・新義州両駅では入国審査・税関検査などのための停車時間が非常に長い。
また、中朝双方の税関には国境間のみ営業を許されている特別な乗り合いタクシーがあり、行商人や旅行者が利用することができる。政治的な事情、特殊な事情がない限り、双方の国境は国慶節や旧正月の時期でも完全に閉鎖されるということはなく、土日も含め、中国標準時の8時頃から17時頃まで開いている。

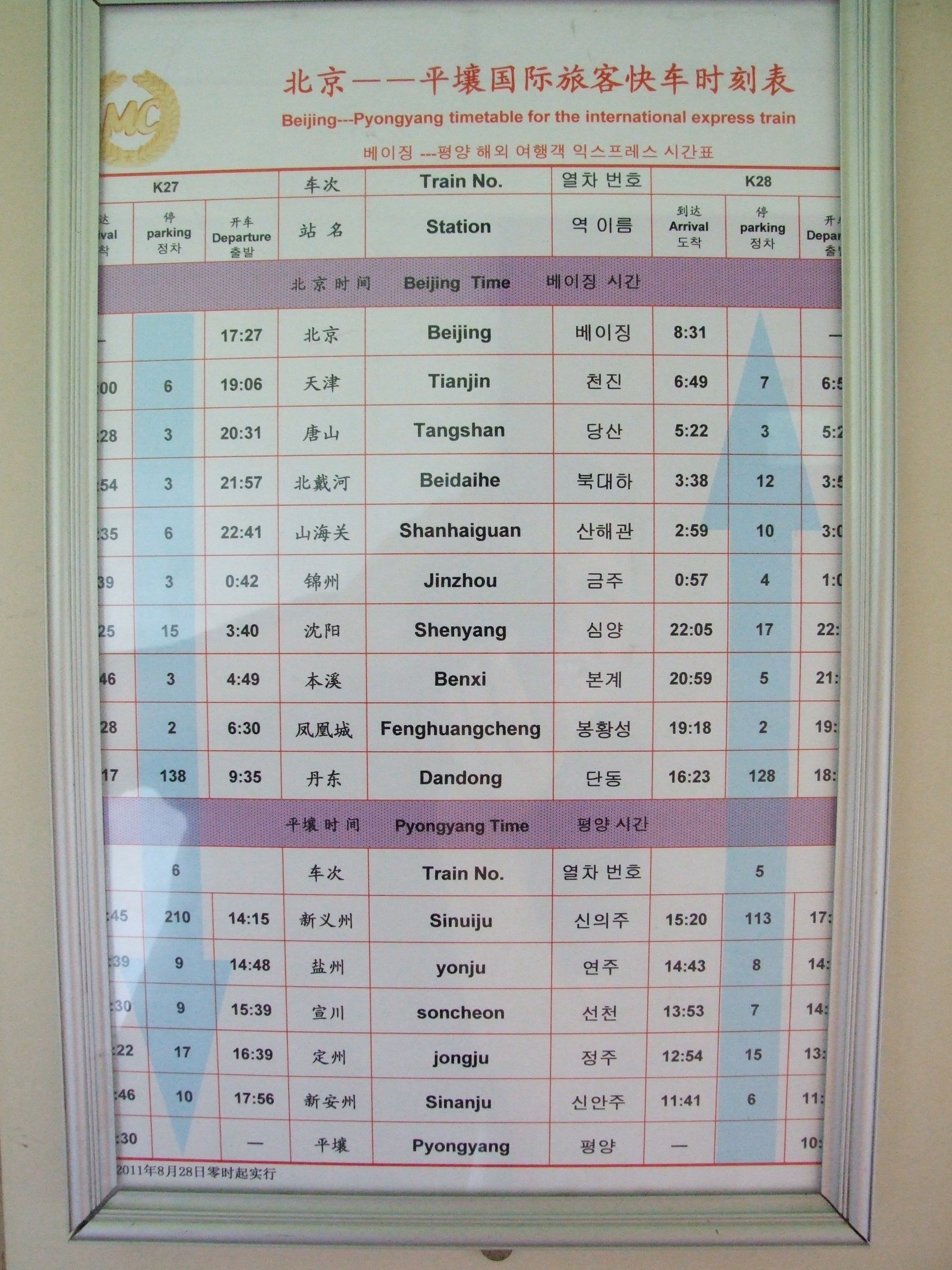
国際列車時刻表（2012年）

2016年、橋の北朝鮮側で穴が開きトラックが横転する事故があった。
2017年11月24日、中国外務省は、橋を近日中に臨時的に閉鎖し、北朝鮮側が橋の路面の補修作業を行うことを発表。
2020年1月、北朝鮮は新型コロナウイルス感染症（COVID-19）の国内流入阻止を目的に国境を事実上閉鎖。中朝友誼橋を使用した往来も無くなった。この閉鎖は、2022年1月16日に北朝鮮側からの貨物列車が往来を再開するまで、丸2年間続いた。

## 歴史
新義州・丹東（旧・安東）間の鴨緑江に架けられた最初の橋は鴨緑江橋梁といい、道路と鉄道（単線）を通していた。この橋の朝鮮側の新義州市は、新義州駅前の市街地から発達した国境都市である。日中戦争が勃発すると大陸への鉄道の複線化が課題となり、鴨緑江橋梁の上流側に鴨緑江第二橋梁が建設された。鴨緑江に架かるこの2本の橋は、朝鮮戦争中にアメリカ軍の爆撃を受けた。現在使用されている中朝友誼橋は、かつての鴨緑江第二橋梁である。

### 鴨緑江橋梁
鴨緑江橋梁は、韓国統監府の鉄道当局（のち朝鮮総督府鉄道局）によって1909年に着工された。韓国と満洲を結ぶ重要な橋であった一方、日本が鴨緑江に架橋することを正当化する根拠が無かったことから（当時の満洲は清の統治下にあったため）橋は韓国側から着工され、当初は清に無断で工事が進められた。1910年4月に日本と清の間に覚書が成立したことにより清の了承を得て1911年10月に完工。1911年11月1日に開通式を行って京義線（現・朝鮮民主主義人民共和国鉄道省平北線）と安奉線（南満洲鉄道）が接続された。この橋は全長944.2メートル、幅11メートルで、12連のトラス橋で構成され、船舶の通行を阻げないように中央部分が水平方向に90度回転する可動橋（旋回橋）となっていた（1934年3月に開閉を終了）。
朝鮮戦争中の1950年11月8日、アメリカ軍機の爆撃によって破壊され、その後修復はなされなかった。鴨緑江断橋と呼ばれて現在はプロパガンダ用に整備されており、爆撃を受けた時のままの先端の破断面を見ることができる。

### 鴨緑江第二橋梁
鴨緑江第二橋梁は鴨緑江橋梁の上流約60メートルに建設され、1943年4月に完成した。朝鮮戦争中は鴨緑江橋梁（断橋）同様、第二橋梁もアメリカ軍機の爆撃を受けたが、のちに修復されて「鴨緑江大橋」と改められた。1990年10月23日に「朝中友好橋」と命名された。

### 新鴨緑江大橋
鴨緑江のさらに下流に新鴨緑江大橋の建設が進んでいて、2010年12月に鍬入れ式を終り、2011年5月に建設開始儀式をしている。片側2車線の車道のつり橋で、丹東の新開発区浪頭と新義州の南にある龍川を結び、全長は川をまたぐ前後も含めて20.4キロメートルの工事とされている。
2014年秋に橋本体と中国側の接続道路が完成したが、北朝鮮側の接続道路、税関施設の建設については、中朝関係の悪化などから目処は立っておらず、開通は無期限延期となっている。2019年12月の時点では北朝鮮側通関施設の建設は確認できなかったが、橋本体につながる道路の盛り土は数キロにわたり造成されている。

## 登場作品
- マーセナリーズ

実際と同じく、朝鮮の新義州と中国の丹東を結んでいる。プレイヤーの選択次第では爆破することになる。

## ギャラリー

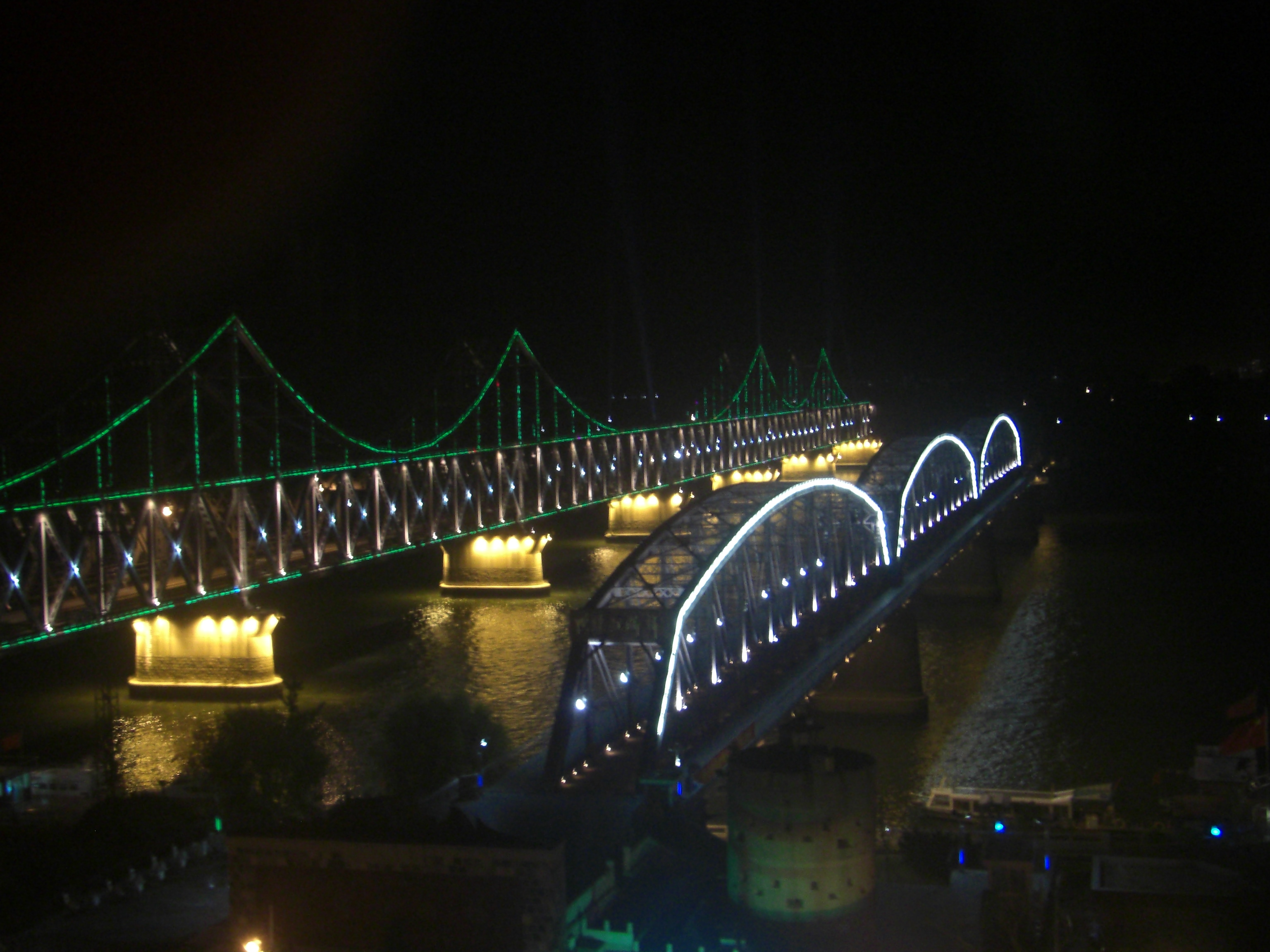
ライトアップされた夜の中朝友誼橋（丹東側）と鴨緑江断橋
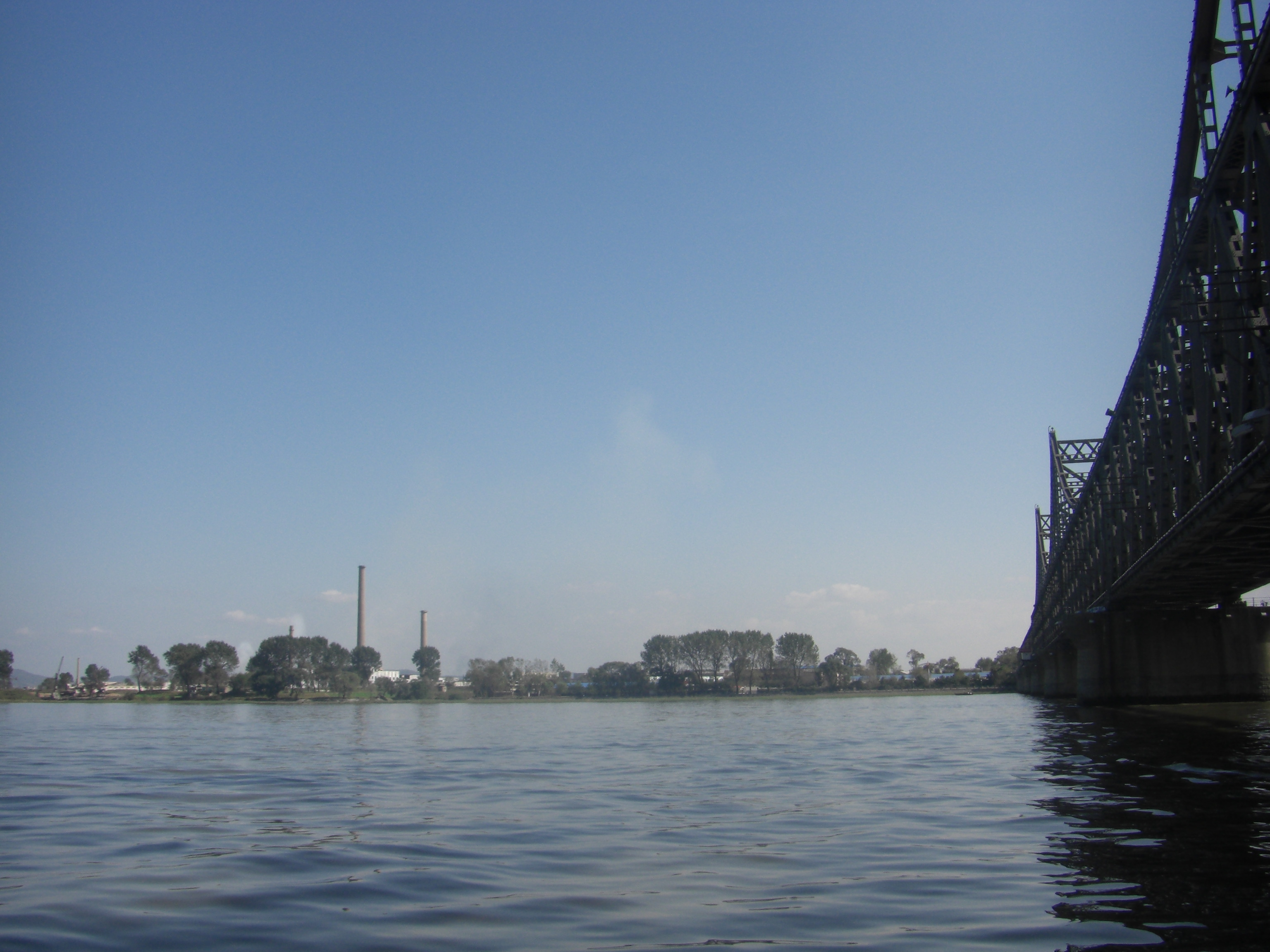
中朝友誼橋の下
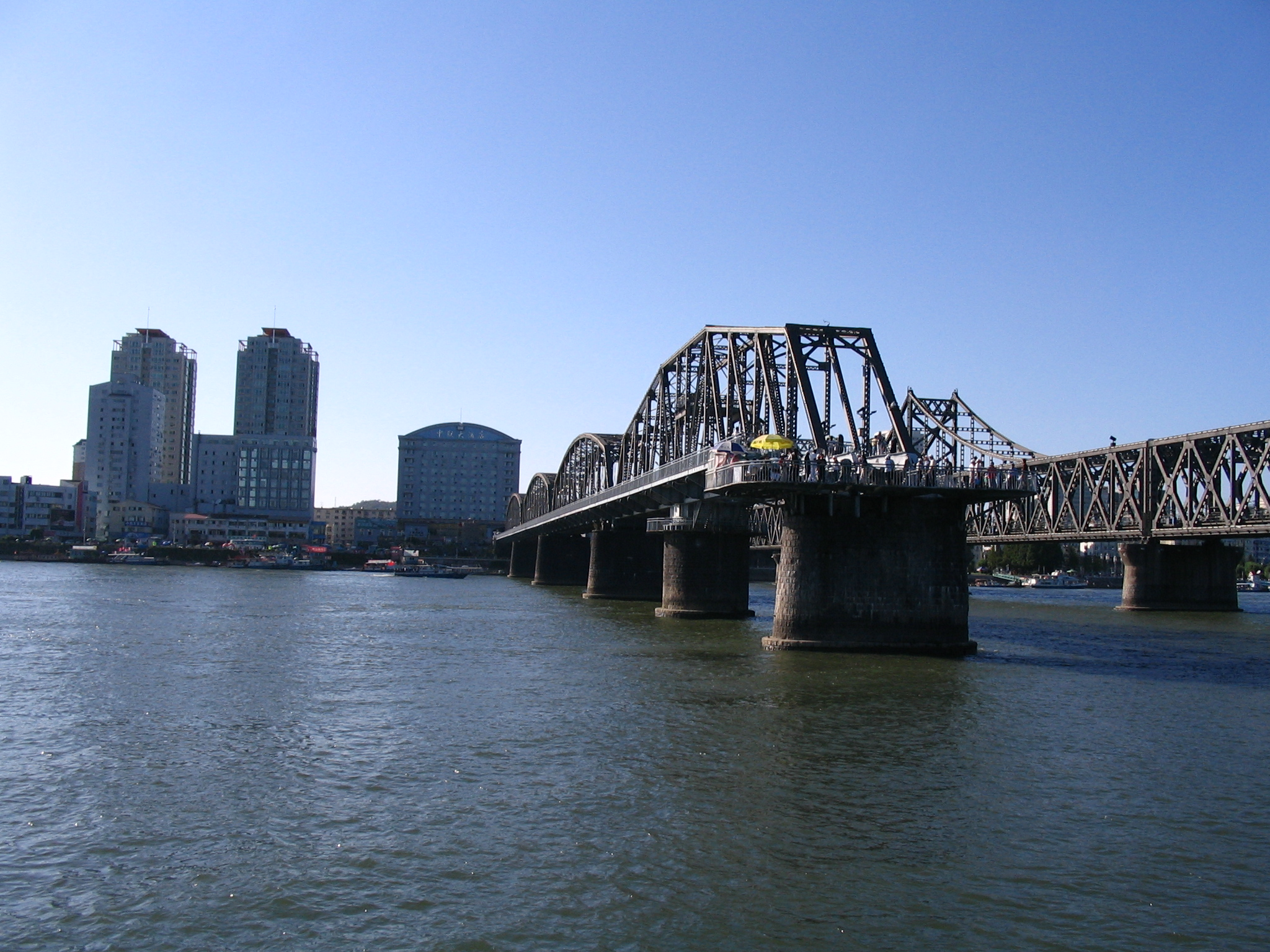
鴨緑江断橋の先端部
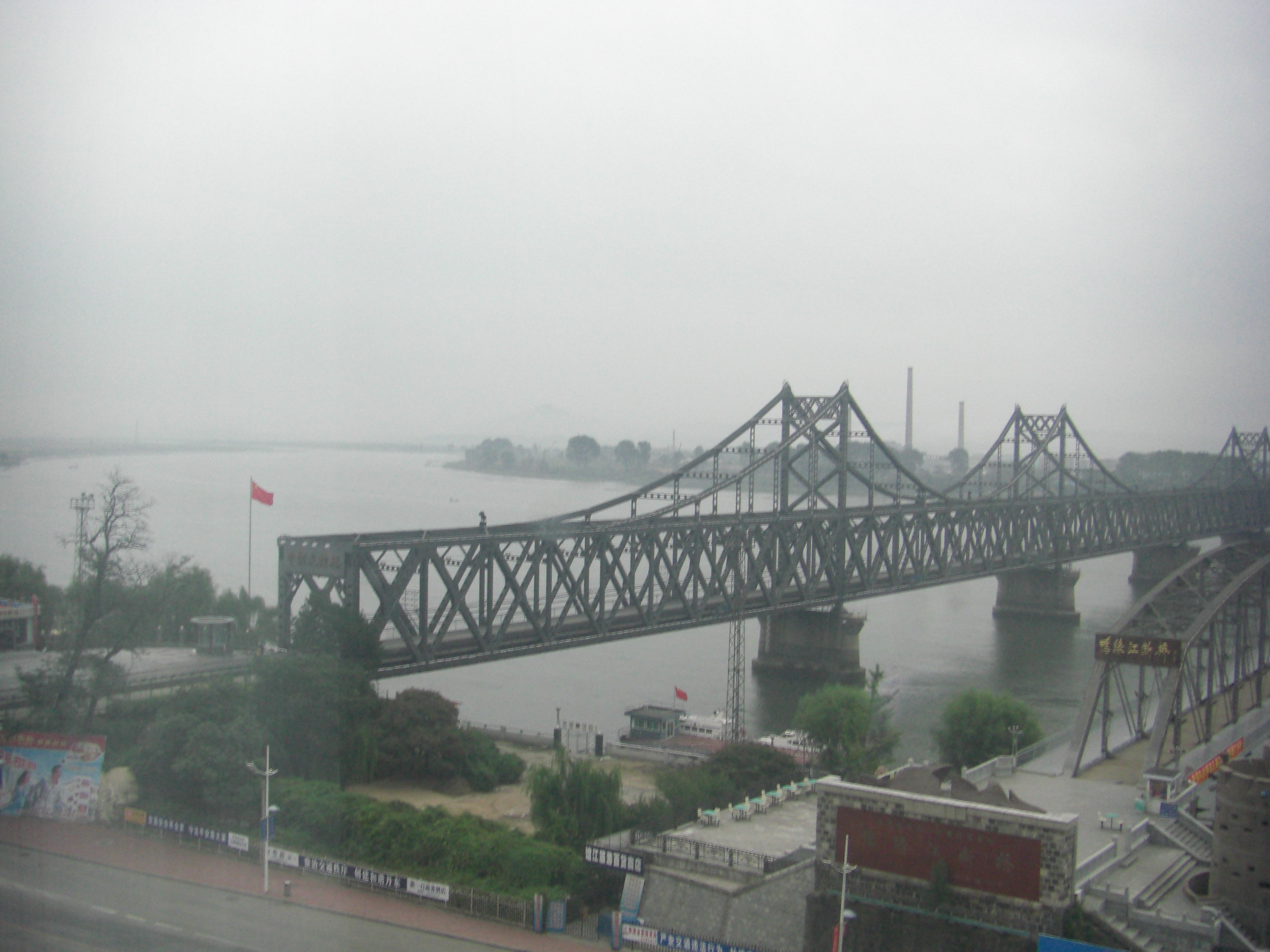
朝の中朝友誼橋（丹東側）
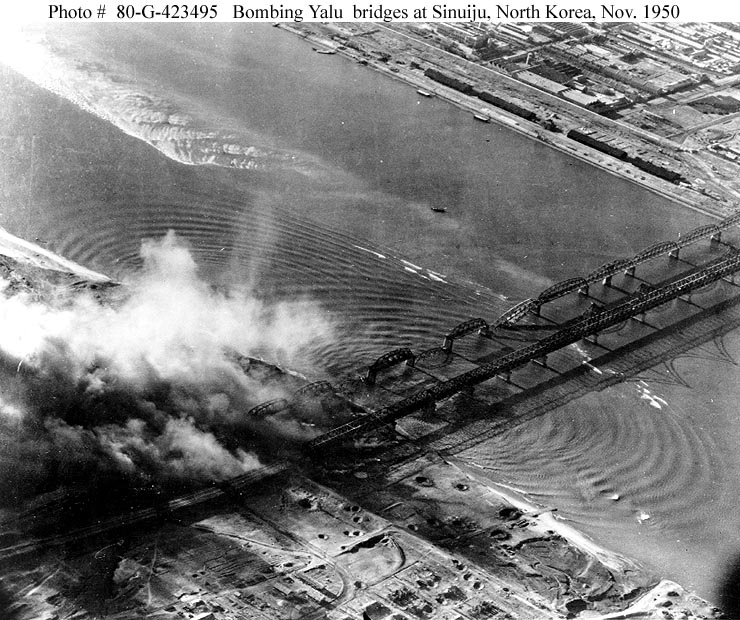
朝鮮戦争で米軍機に破壊された鴨緑江橋梁
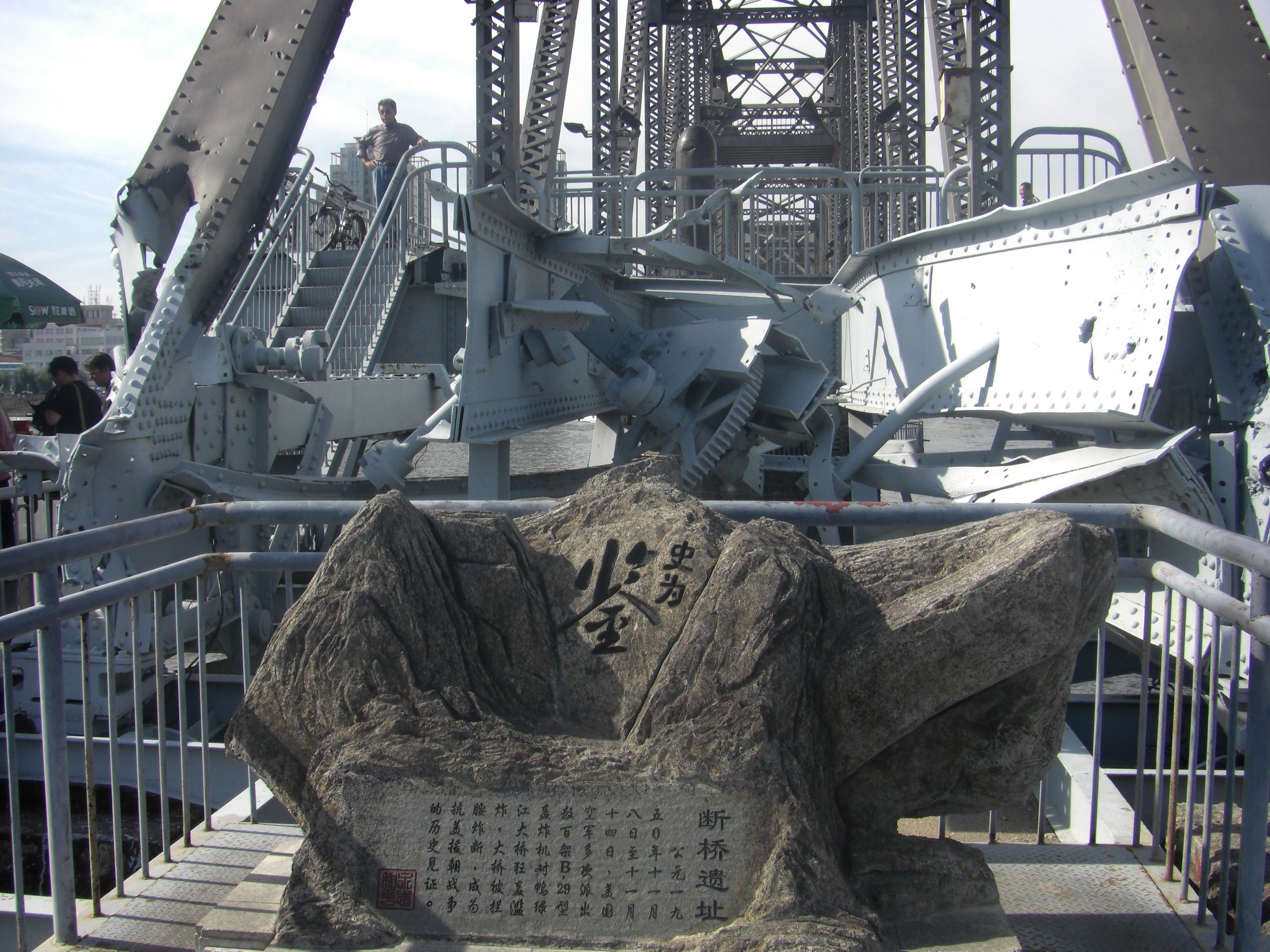
鴨緑江断橋の破断面
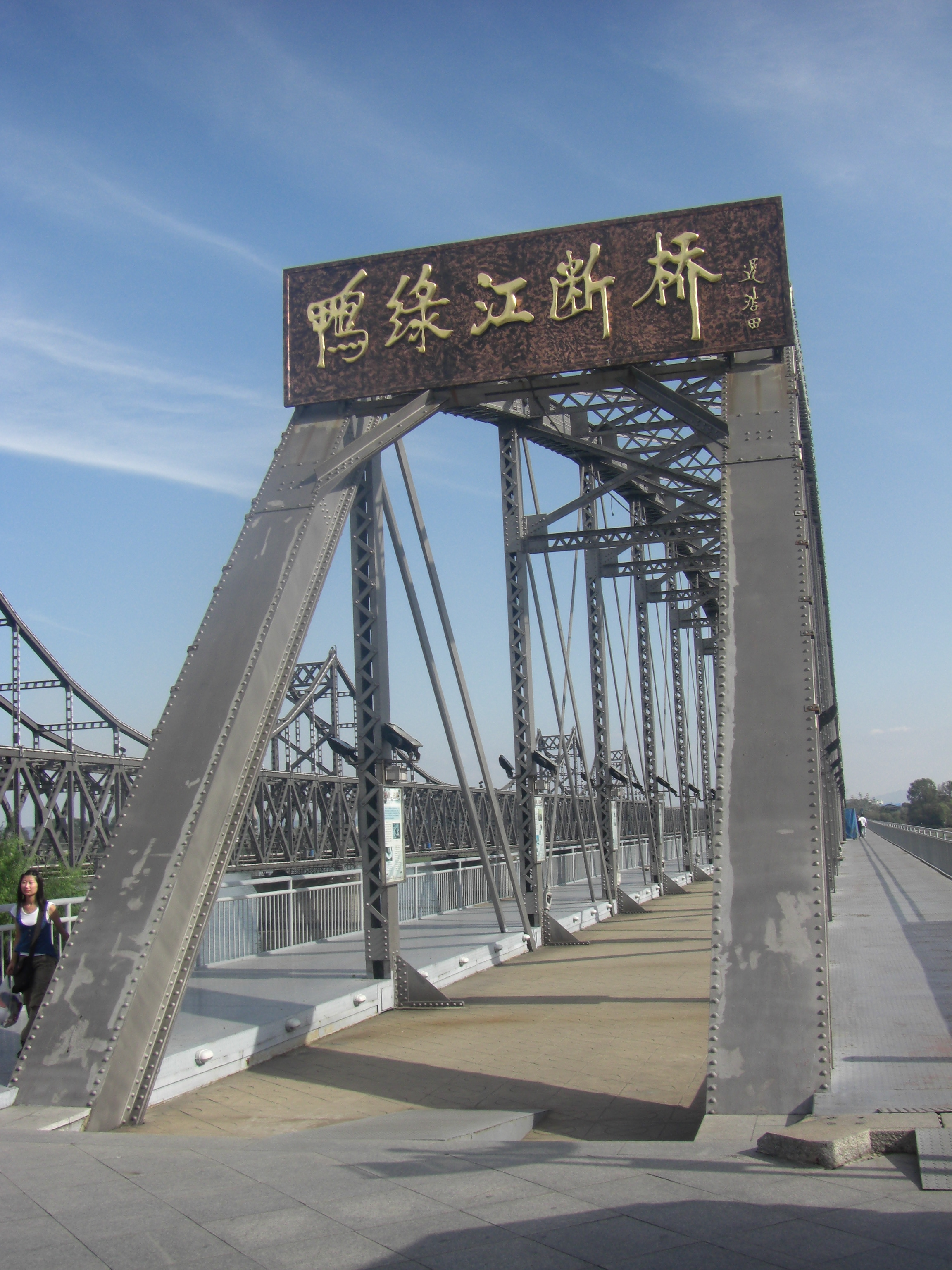
鴨緑江断橋の入口
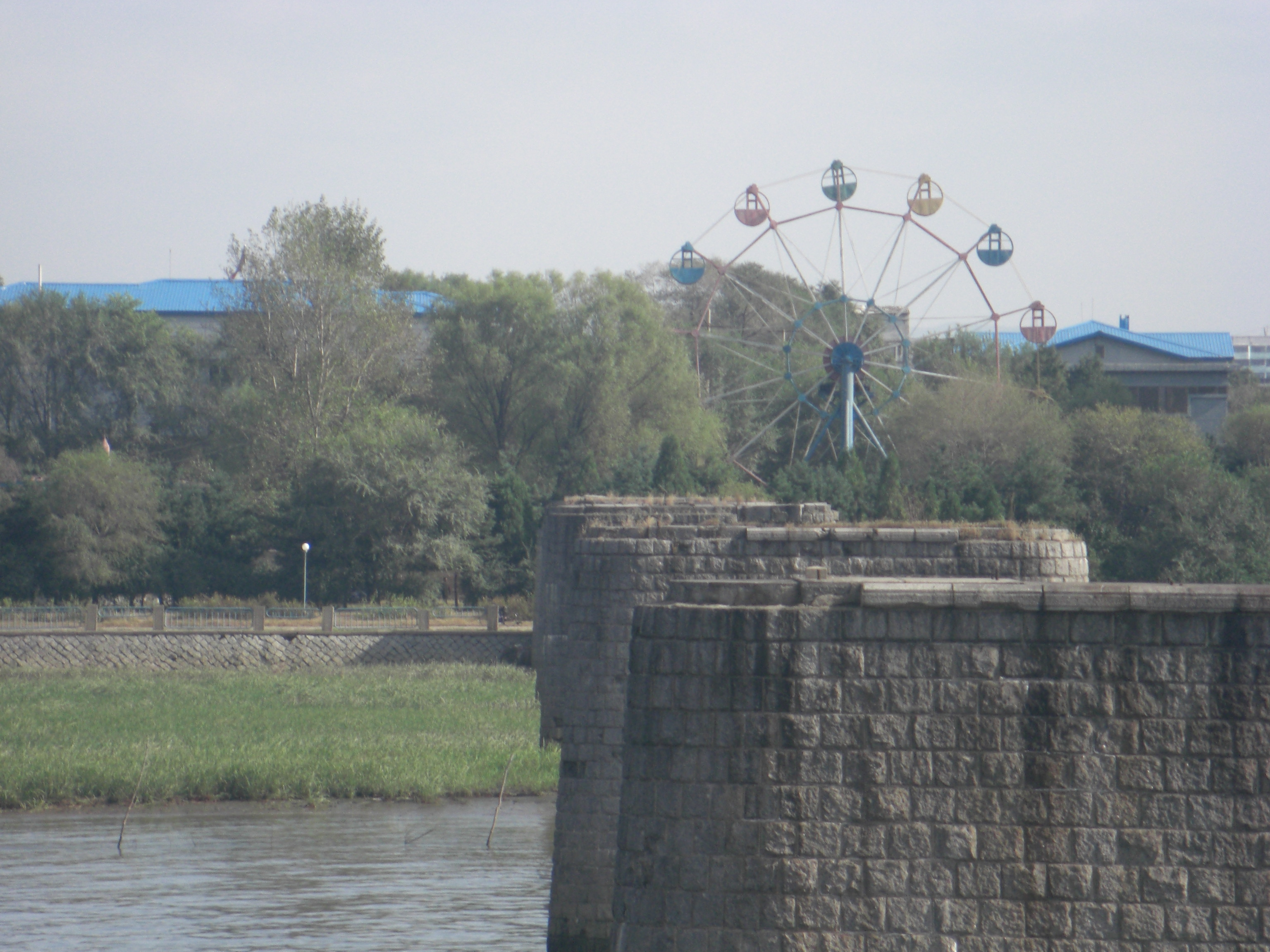
鴨緑江断橋の橋脚部分
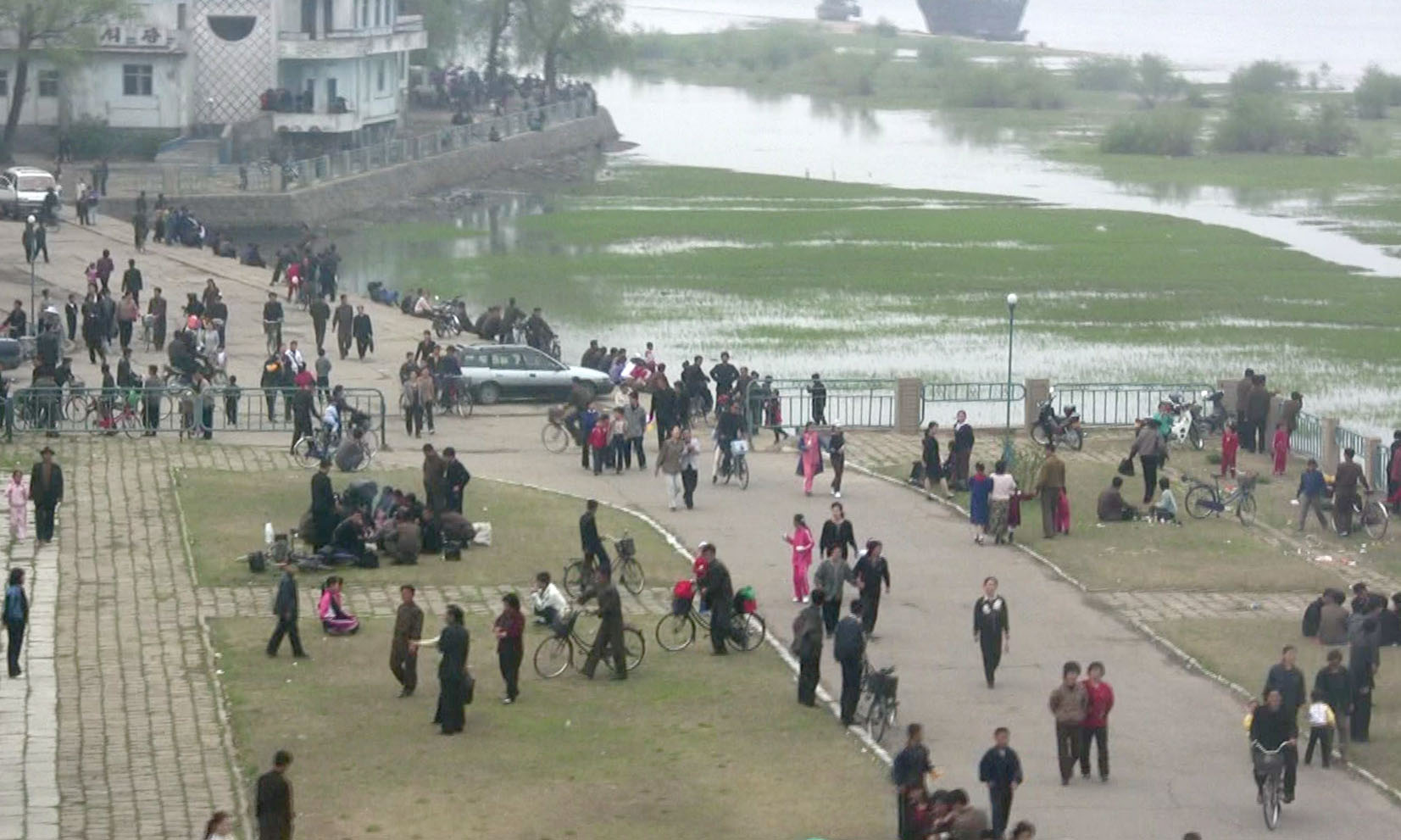
メーデーで賑わう新義州の川岸（2007年）
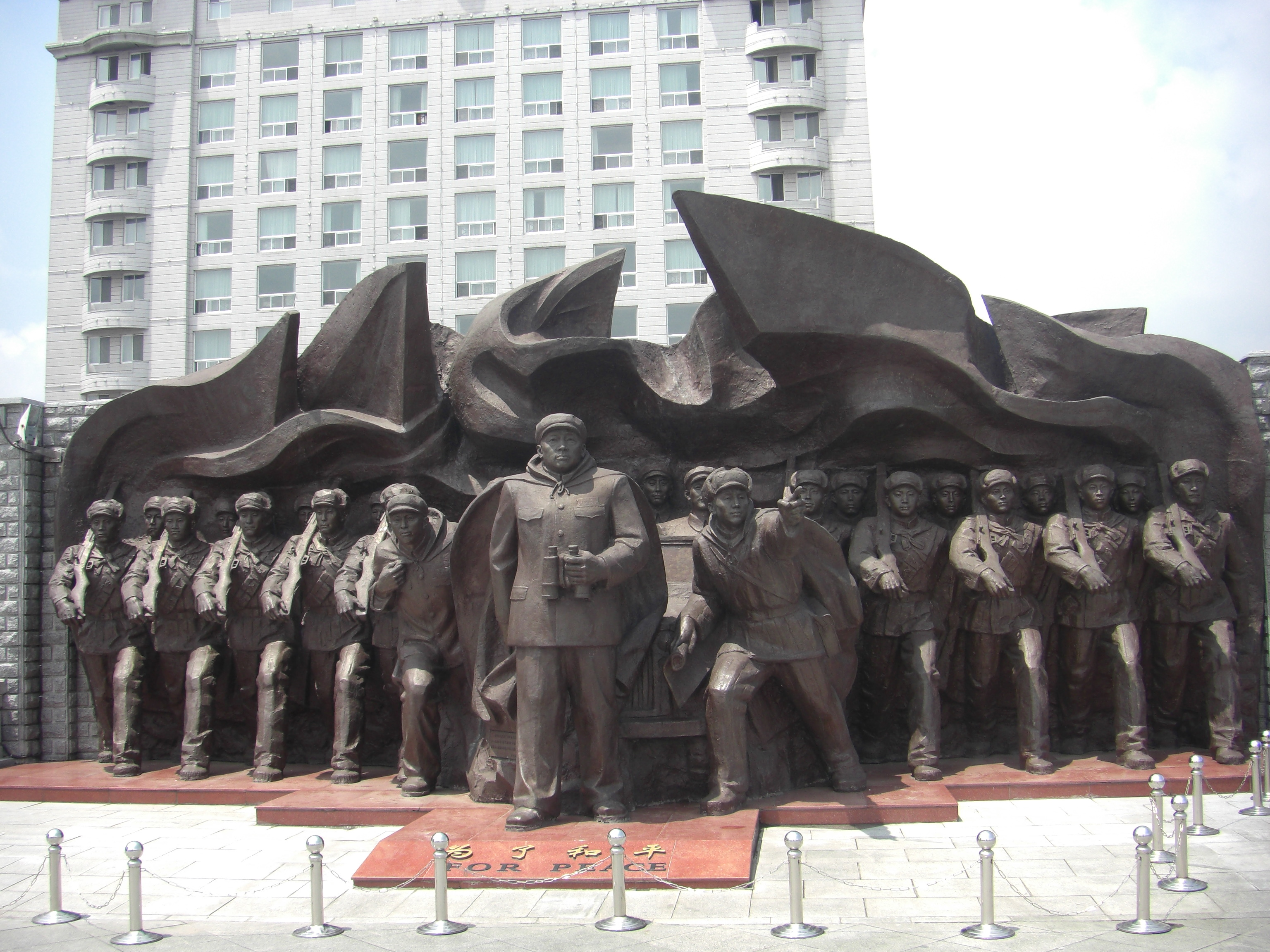
断橋入口のモニュメント　中央は朝鮮戦争時の彭徳懐司令官